# Purcell Society
Die Purcell Society wurde 1876 gegründet, um die Werke des englischen Komponisten Henry Purcell greifbar zu machen, indem eine Gesamtausgabe in Angriff genommen wurde. Mit The Yorkshire Feast Song (herausgegeben von William H. Cummings) erschien 1878 der erste Band der Gesamtausgabe The Works of Henry Purcell, gemeinhin zitiert als Purcell Society Edition (PSE). Seit 1961 (noch bevor die geplante Gesamtausgabe abgeschlossen werden konnte) erschienen die ersten revidierten Bände dieser Ausgabe (PSE II) im Verlag Novello & Co. in London, seit 2008 wird das Veröffentlichungsprogramm vom Verlagshaus Stainer & Bell fortgeführt, wo inzwischen auch eine Purcell Society Edition Companion Series mit Ausgaben von für das Schaffen Purcells bedeutenden Werken seiner Zeitgenossen erscheint.
Teilweise sind die ersten Bände der Gesamtausgabe heute schwer greifbar. Alle Bände der Gesamtausgabe sind zu finden in der Zentral- und Landesbibliothek Berlin.

## Redaktion
Die Bände der Ausgabe wurden von einer vielfältigen Gruppe von Musikern und Herausgebern bearbeitet und von einer Redaktion moderiert. Zu den Herausgebern und Ausschussmitgliedern gehören unter anderem:
- Frank Bridge
- Thurston Dart
- Rebecca Herissone
- Christopher Hogwood
- Peter Holman
- Margaret Laurie
- Andrew Pinnock
- Curtis Price
- Ian Spink
- William Barclay Squire
- Charles Villiers Stanford
- Michael Tilmouth
- Ralph Vaughan Williams
- Bryan White
- Bruce Wood